# Bedenac
Bedenac is een gemeente in het Franse departement Charente-Maritime (regio Nouvelle-Aquitaine) en telt 532 inwoners (2004). De plaats maakt deel uit van het arrondissement Jonzac.

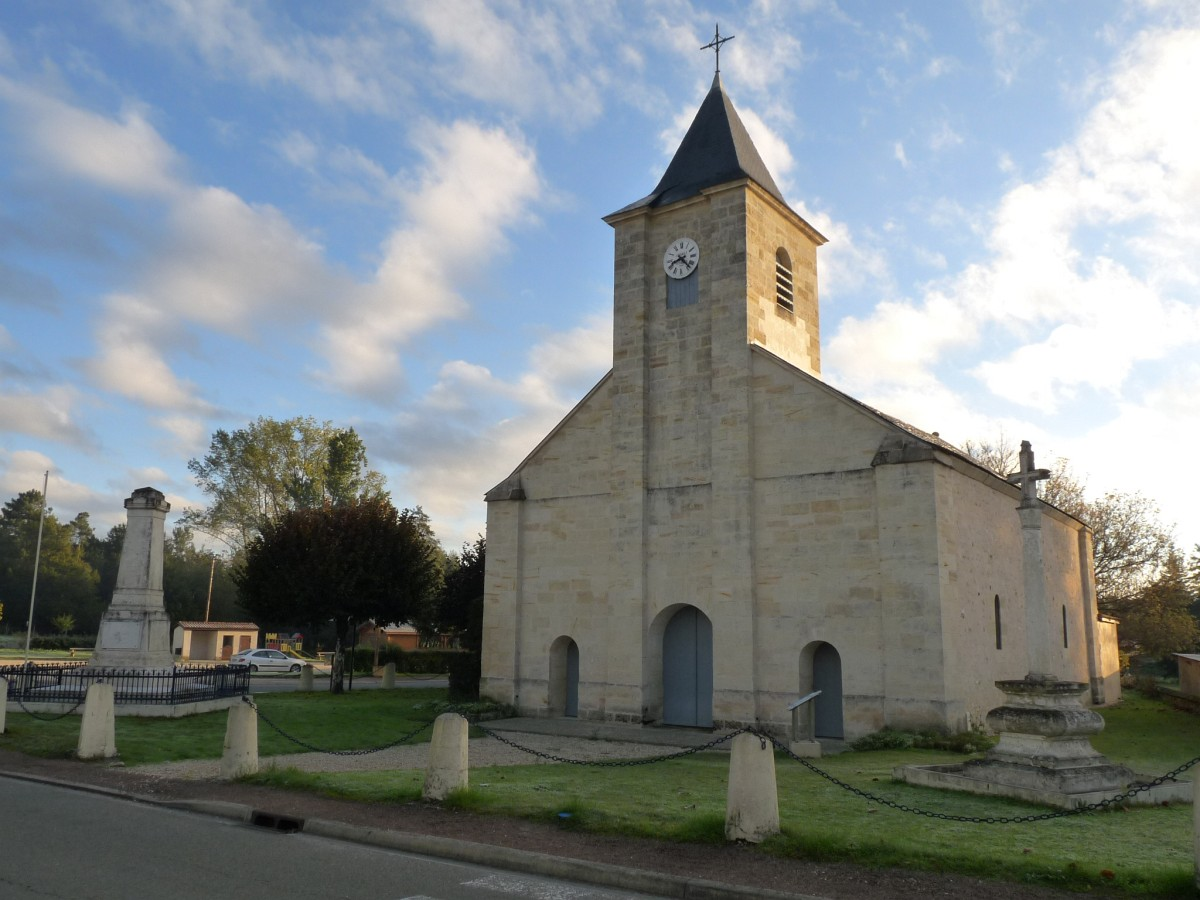
Kerk in Bedenac
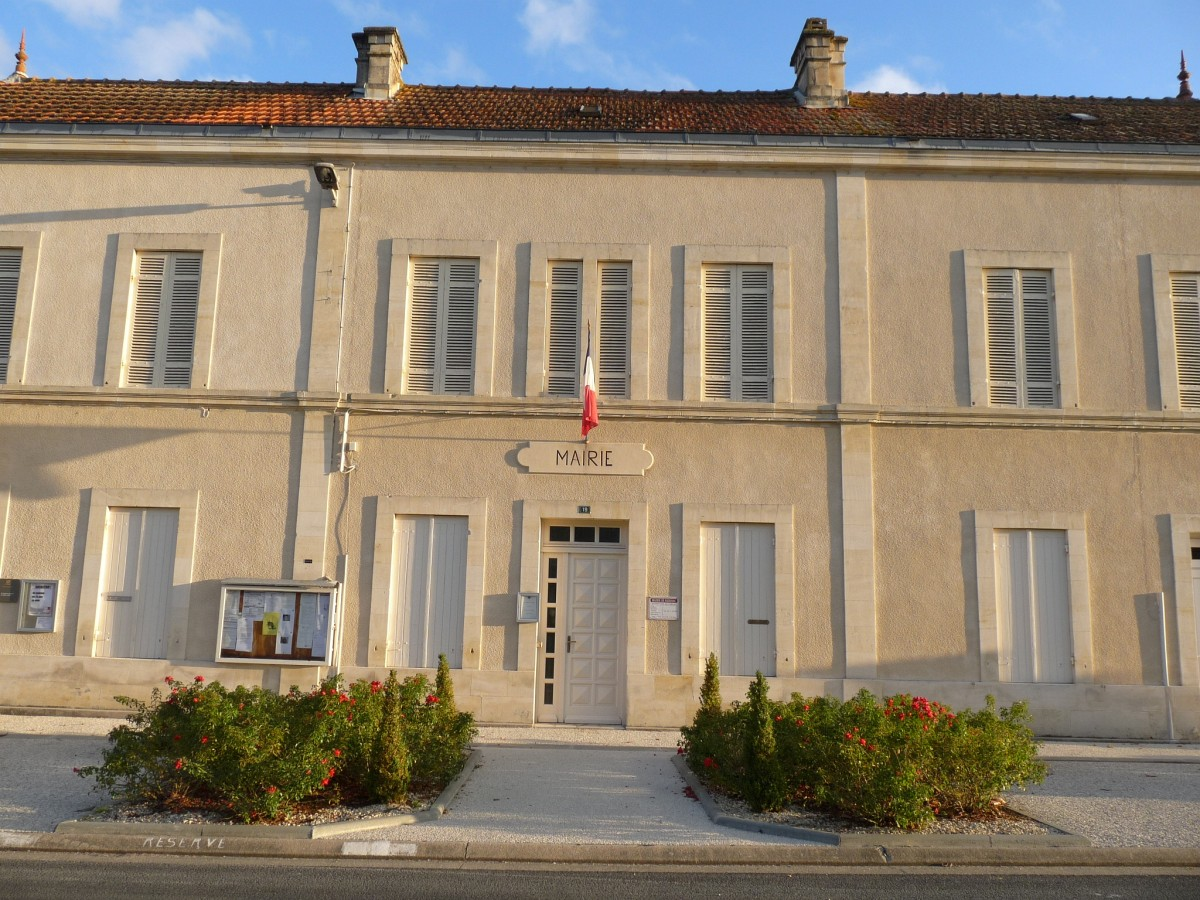
Gemeentehuis

## Geografie
De oppervlakte van Bedenac bedraagt 41,2 km², de bevolkingsdichtheid is 12,9 inwoners per km².
De onderstaande kaart toont de ligging van Bedenac met de belangrijkste infrastructuur en aangrenzende gemeenten.

## Demografie
Onderstaande figuur toont het verloop van het inwonertal (bron: INSEE-tellingen).